# Бен Элдридж
Бэн Элдридж (англ. Benjamin Charles Aldridge; род. 12 ноября 1985) — британский актер кино и телевидения. Номинант на премию журнала «Queerty» за роль Кита Коуэна в фильме «Осторожно, спойлеры!». Известен по роли Эндрю в фильме М. Найт Шьямалана «Стук в дверь».

## Образование
Бэн начинал свою творческую карьеру в Национальном молодежном театре Великобритании. Впоследствии, получив стипендию для молодых актеров от благотворительного фонда «Генезис», он окончил Лондонскую академию музыкального и драматического искусства.

## Фильмография

### Кино
| Год  | Название             | Роль           | Комментарий   | Прим. |
| ---- | -------------------- | -------------- | ------------- | ----- |
| 2013 | В ночи               | Алекс          | Короткий метр |       |
| 2013 | Железнодорожник      | Майк Моффат    |               |       |
| 2014 | Синхронность         | Фред           | Короткий метр |       |
| 2018 | Титан                | Лоуренс        |               | [ 1 ] |
| 2018 | Парижская песня      | Джордж Гершвин | Главная роль  | [ 2 ] |
| 2019 | Процветать           | Алекс          | Короткий метр |       |
| 2022 | Осторожно, спойлеры! | Кит Коуэн      |               | [ 3 ] |
| 2023 | Стук в дверь         | Эндрю          |               | [ 4 ] |

### Телевидение
| Год        | Название                  | Роль                | Комментарий             | Прим. |
| ---------- | ------------------------- | ------------------- | ----------------------- | ----- |
| 2008       | Дьявольская шлюха         | Гарри Фэншоу        | Мини сериал (1 эпизод)  |       |
| 2008       | Принуждение               | Алекс               | Телевизионный фильм     |       |
| 2009       | Волчья лапа               | Дэниел Роттенбери   | Сериал (1 эпизод)       |       |
| 2010       | Первые лучи солнца        | Брайан Кингком      | Телевизионный фильм     |       |
| 2010       | Тост                      | Стюарт              | Телевизионный фильм     | [ 5 ] |
| 2010-2011  | Чуть свет — в Кэндлфорд   | Дэниел Пэриш        | Сериал (16 эпизодов)    |       |
| 2011       | Небесный                  | Дэниел Коффи        | Телевизионный фильм     |       |
| 2012       | Великие игроки Криклвуда  | Джо Хейзелхерст     | Телевизионный фильм     |       |
| 2012       | Вера                      | Олли / Алекс Бартон | Сериал (1 эпизод)       |       |
| 2013       | Праймфейс                 | Маркус              | Сериал (1 эпизод)       |       |
| 2013       | Библия                    | Лука                | Мини сериал (1 эпизод)  |       |
| 2014-2018  | Наша девушка              | Капитан Джеймс      | Сериал (главная роль)   |       |
| 2014-2015  | Царство                   | Антуан Наваррский   | Сериал (7 эпизодов)     |       |
| 2015       | Объезд                    | майкл Стержес       | Пилот (в эфир не вышел) | [ 6 ] |
| 2016       | Счастливчик               | Бен Грейди          | Сериал (2 эпизода)      |       |
| 2016, 2019 | Дрянь                     | Жопа-парень         | Сериал (6 эпизодов)     |       |
| 2019-2022  | Пенниуорт                 | Томас Уэйн          | Сериал (главная роль)   |       |
| 2021       | Долгий звонок             | Детектив Мэтью Вэнн | Main role               |       |
| 2024       | Кайтмен: Чёрт возьми, да! | Джереми Карне       | Голос (1 эпизод)        |       |